# EXIT TUNES PRESENTS Vocaloseasons feat.初音ミク Summer
『EXIT TUNES PRESENTS Vocaloseasons feat.初音ミク Summer』（エグジット・チューンズ・プレゼンツ ヴォカロシーズンス フィーチャリング・はつねミク　サマー）は、EXIT TUNESボカロコンピシリーズの第20弾となるVOCALOIDコンピレーション・アルバム。 2018年7月18日発売。

## 収録曲
1. 少女レイ
2. カゲロウデイズ
3. Fire◎Flower
4. ばけものぐるい
5. ロケットサイダー
6. 猛独が襲う
7. イヤホンと蝉時雨
8. 背景，夏に溺れる
9. アサガオの散る頃に
10. 永遠花火
11. ガールフレンド・イン・ブルー
12. 夏の終わり，恋の始まり
13. トロピカル・サマー
14. ブルートワイライト
15. フォトンブルー